# Barranc del Mas (Abella de la Conca)

El Barranc del Mas, respecte del terme d'Abella de la Conca

El barranc del Mas és un barranc del terme municipal d'Abella de la Conca, a la comarca del Pallars Jussà.
Es forma al vessant meridional de la Serra de Carrànima, a llevant de l'Estimat de la Teulera. Davalla cap al sud, fins que en arribar al plegament més meridional de la serra, tomba a llevant per anar a buscar lo Botant, on es fon amb el barranc de Fontanet, per formar, un cop superat lo Botant, el Canal de Fontanet.

## Etimologia
Aquest és un topònim d'origen clarament descriptiu: el barranc pren el nom d'una antiga masia existent a prop d'on discorre, actualment desapareguda.